# Tenebroides collaris
Tenebroides collaris es una especie de coleóptero de la familia Trogossitidae. Mide 4.5 a 8.1 mm. Vive bajo la corteza de pinos, a menudo con el escarabajo Dendroctonus frontalis.

## Distribución geográfica
Habita en los Estados Unidos.